# Radwimps
Radwimps (Japonés: ラッドウインプス;  Hepburn: Radwimps?), es una banda japonesa de rock, que debutó de forma independiente en 2003 y más tarde bajo  el sello Toshiba EMI en 2005. El nombre de la banda, se formó a partir de dos términos de la jerga inglesa, rad y wimp. Según la banda, la palabra acuñada tenía varios significados, incluyendo "excelente débil" y "cobarde superlativo". La banda alcanzó un gran éxito comercial en 2006 con su álbum Radwimps 4: Okazu no Gohan y son más conocidos por sus últimos singles "Order Made" (2008) y "Dada" (2011), los cuales alcanzaron el número uno en las listas de éxitos de Oricon.

## Miembros de la agrupación
Miembros originales
- Yūsuke Saiki  ( 斉木祐介?) – Guitarra rítmica (2001–2002).
- Kei Asō ( 朝生恵?) – Bajo (2001–2002).
- Akio Shibafuji ( 芝藤昭夫?) – Batería (2001–2002).

Miembros actuales
- Yojiro Noda ( 野田洋次郎?) – Vocalista (2001–presente), guitarra rítmica (2005–presente).
- Akira Kuwahara ( 桑原彰?) – Guitarra líder, coros (2001–presente).
- Yusuke Takeda ( 武田祐介?) – Bajo, coros (2003–presente).
- Satoshi Yamaguchi ( 山口智史?) – Batería, coros (2003–presente; en vacío desde 2015).

## Discografía
- Radwimps (2003)
- Radwimps 2: Hatten Tojō (2005)
- Radwimps 3: Mujintō ni Motte Ikiwasureta Ichimai (2006)
- Radwimps 4: Okazu no Gohan (2006)
- Altocolony no Teiri (2009)
- Zettai Zetsumei (2011)
- Batsu to Maru to Tsumi to (2013)
- Your Name (2016)
- Human Bloom (2016)
- Anti Anti Generation (2018)
- Weathering With You (2019)
- 2+0+2+1+3+1+1= 10 years 10 songs (2021)
- Forever Daze (2021)
- The Last Ten Years (2022)
- Suzume (2022)